# Mata de Alcántara
Mata de Alcántara és un municipi de la província de Càceres, a la comunitat autònoma d'Extremadura (Espanya).